# Hagbo och Björkhaga
Hagbo och Björkhaga var en av SCB avgränsad och namnsatt småort i Karlskrona kommun i Blekinge län. den omfattar bebyggelse i orterna Hagbo och Björkhaga i Torhamns socken och bebyggelsen var klassad som småort från 2005 till 2020.